# Rue Auguste-Vacquerie
La rue Auguste-Vacquerie est une voie du 16e arrondissement de Paris, en France.

## Situation et accès
La rue Auguste-Vacquerie est une voie publique située dans le 16e arrondissement de Paris. Elle débute au 3, rue Newton et se termine au 12, rue Dumont-d'Urville.

## Origine du nom

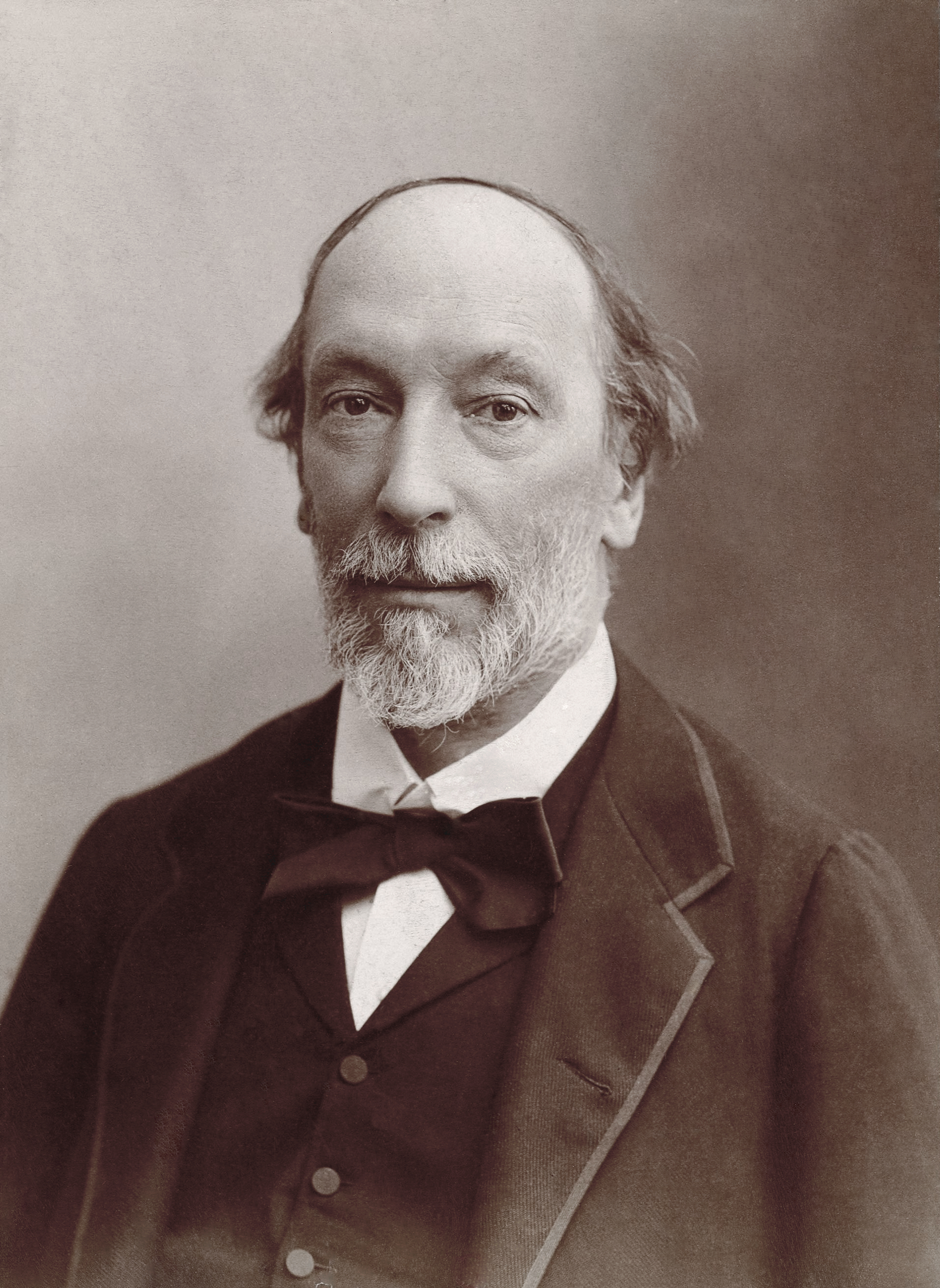
L’écrivain Auguste Vacquerie, par Nadar.

Elle porte le nom du poète, dramaturge, photographe et journaliste Auguste Vacquerie (1819-1895), qui était également le beau-frère de Victor Hugo.

## Historique
Cette rue est ouverte sur les terrains de MM. Dumoustier, Laurent et Grassal par une ordonnance du 18 mars 1836 sous le nom de « rue des Bassins », en raison du voisinage des bassins ou réservoirs qui alimentaient la pompe à feu de Chaillot.
Elle prend sa dénomination actuelle par un arrêté du 29 juillet 1895.

## Bâtiments remarquables et lieux de mémoire
- No 4 : légation de Colombie dans les années 1900[1].
- No 5 : à partir de 1948, la direction de la Bibliothèque de documentation internationale contemporaine y est installée[2].
- No 7 : église anglicane Saint-Georges de Paris.
- No 14 à 20 : villas de style éclectique construites vers 1880[3].
- No 17 : ambassade de Grèce en France.
- No 18 : bureau des attachés militaires de l'ambassade de Grèce.

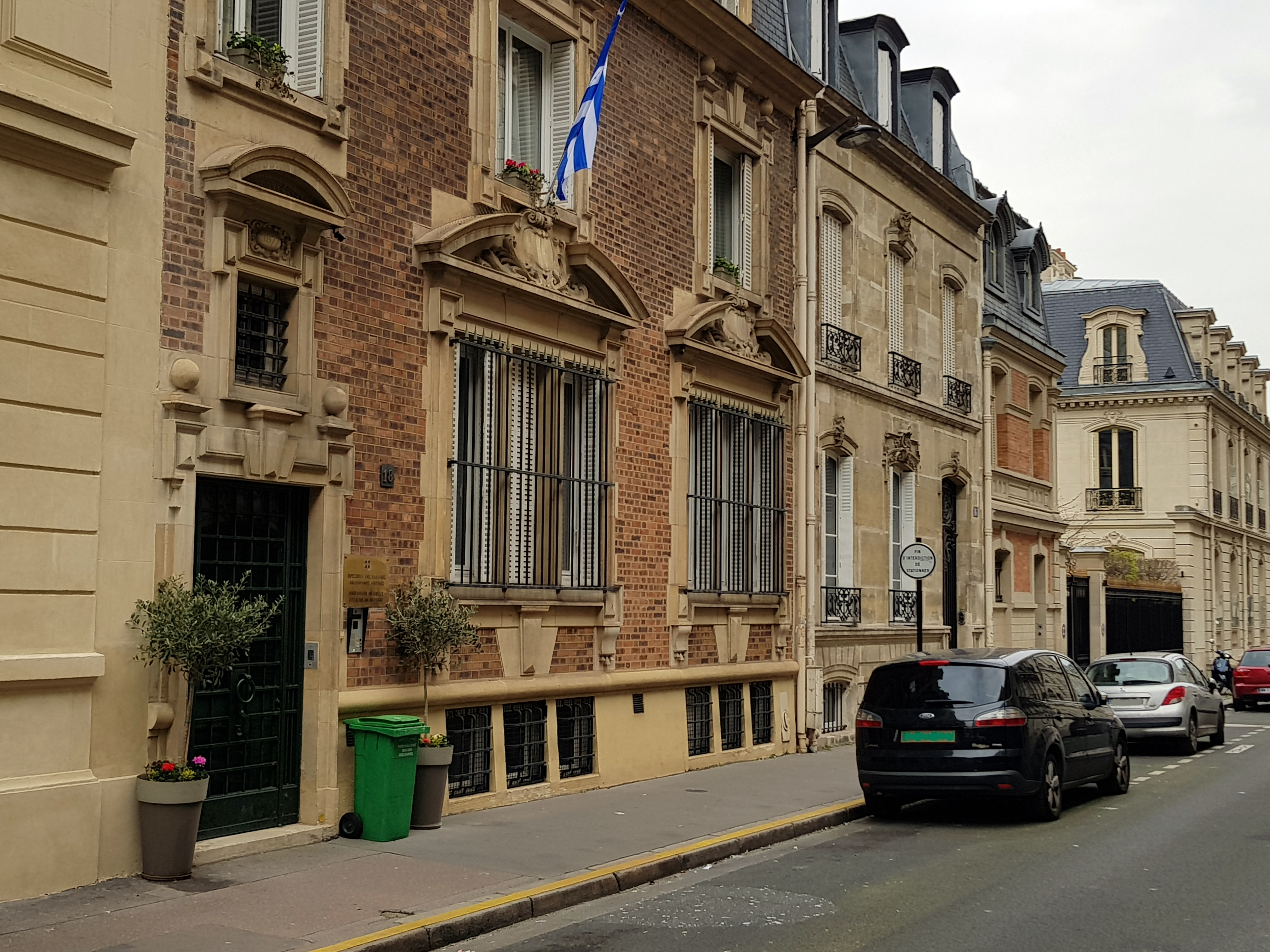
Villas de la rue.
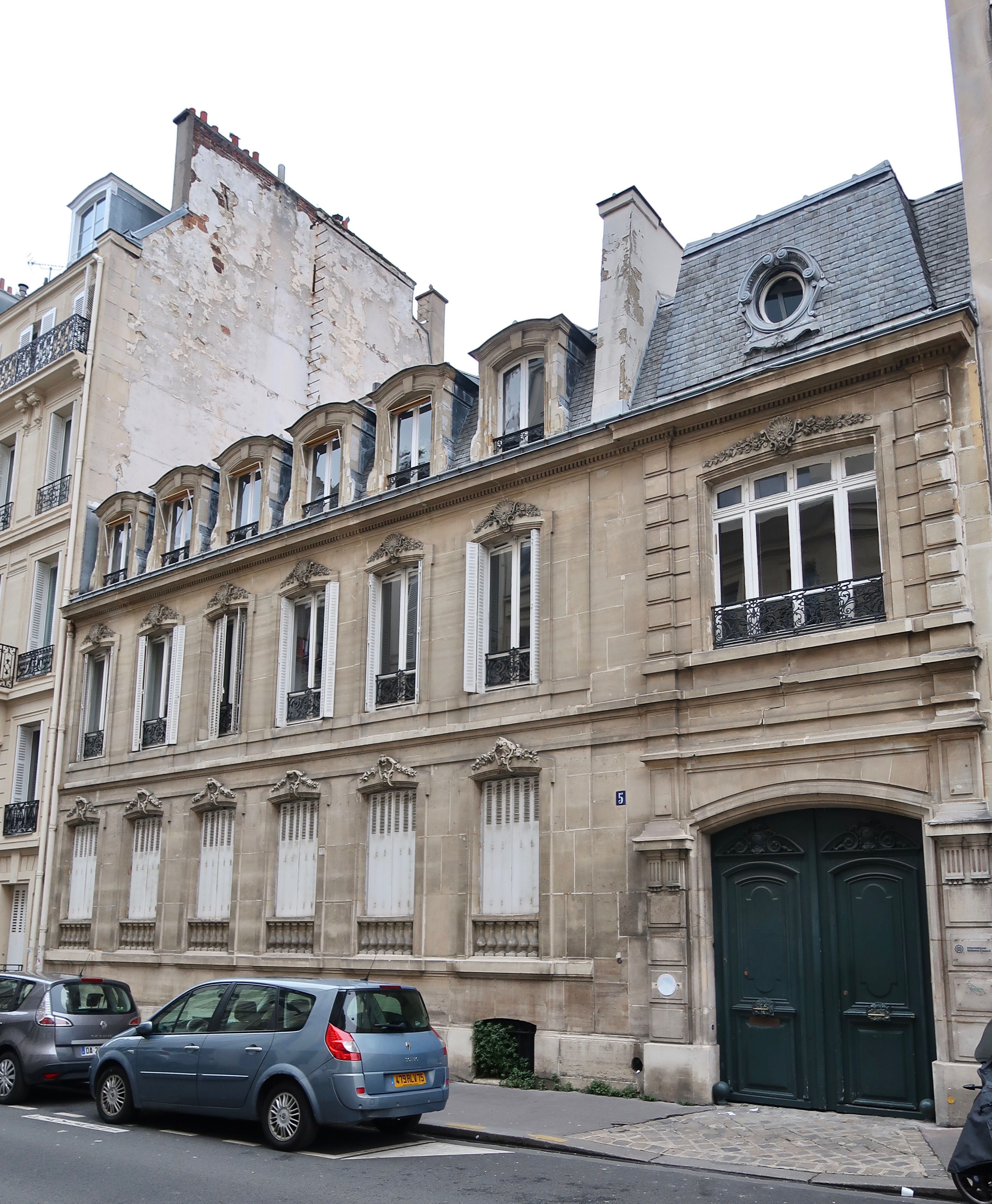
No 5.
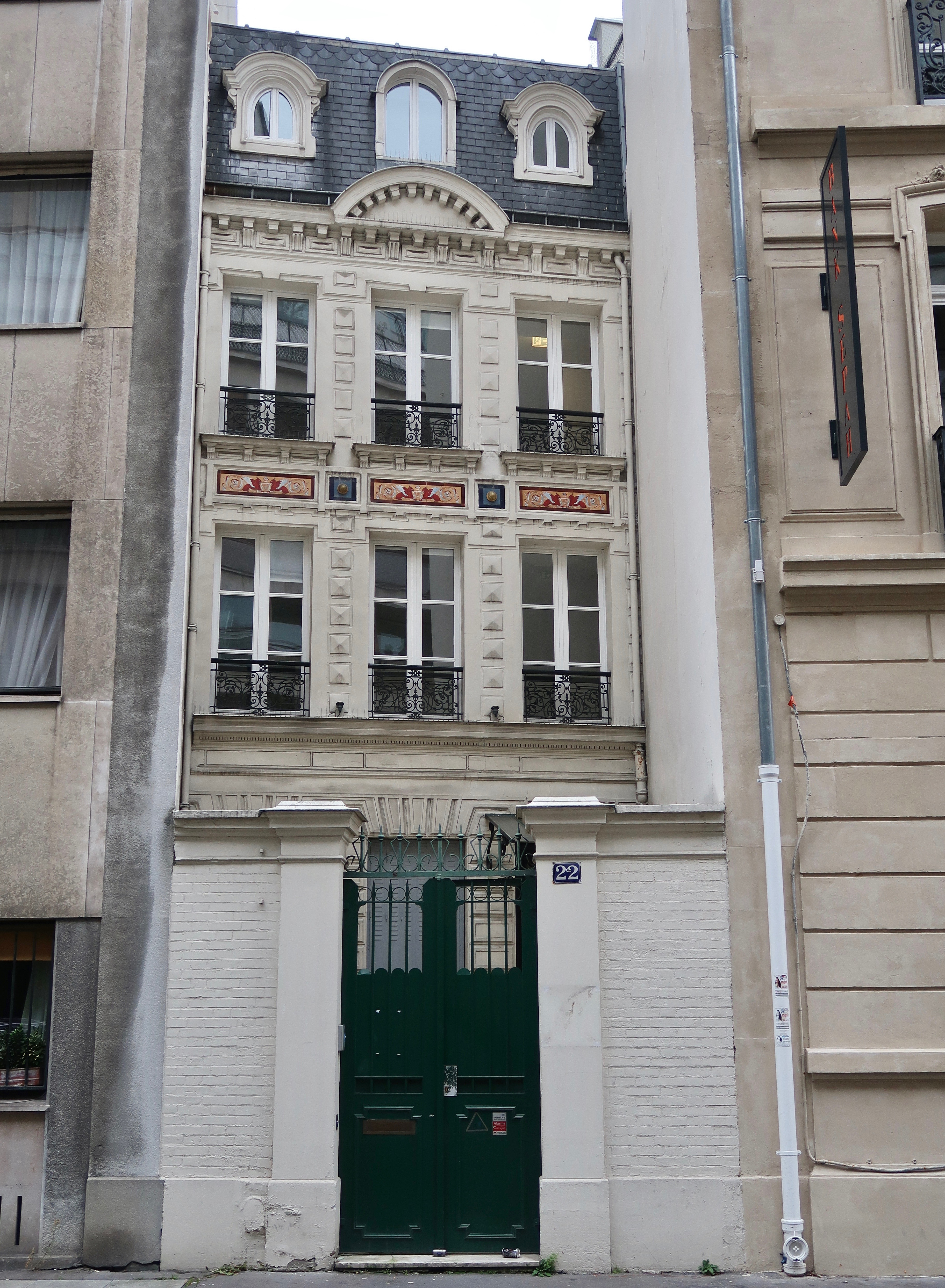
No 22.

.